# محامل كهروديناميكي

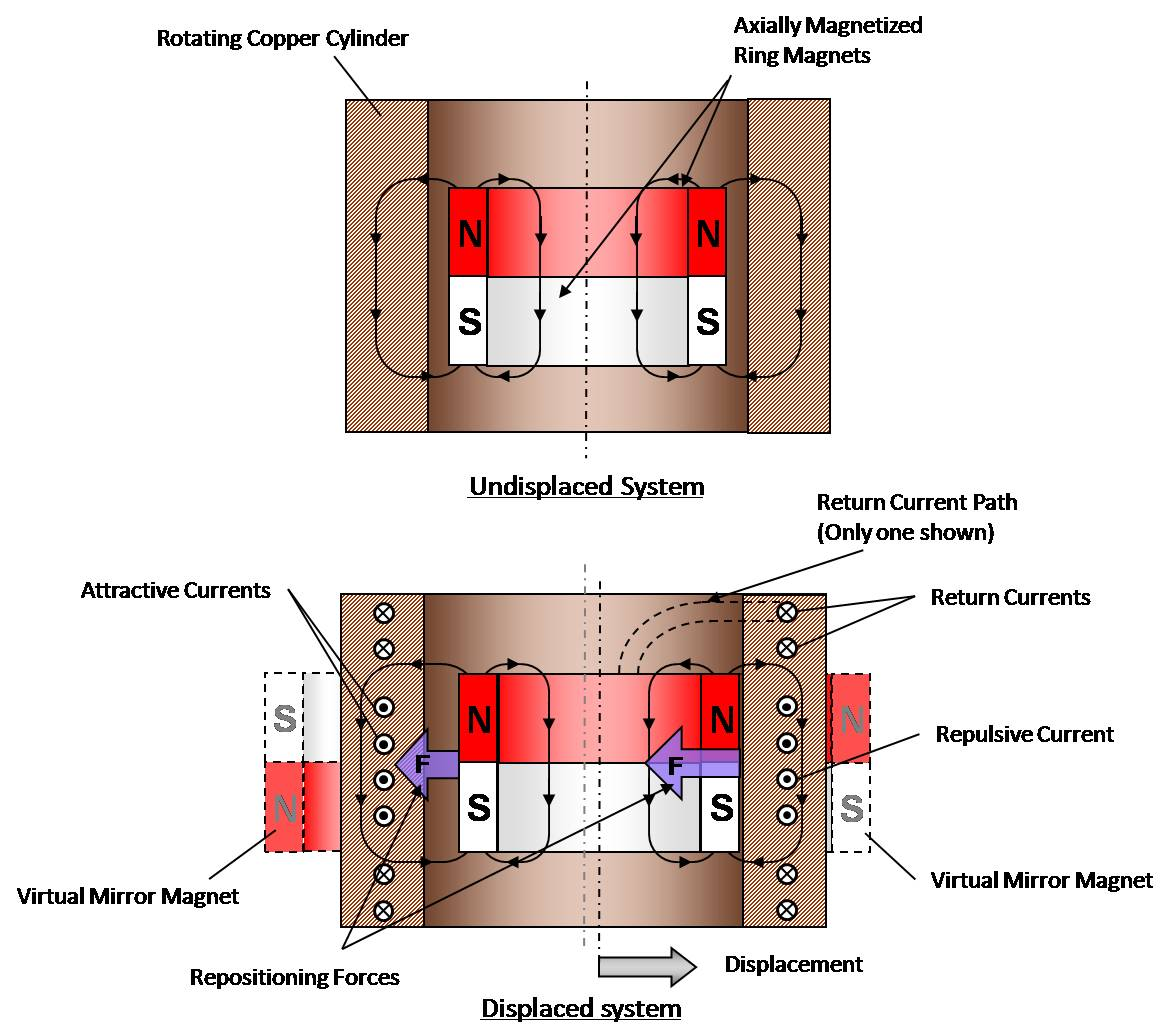
التماثل المغناطيسي - هو أساس عمل البلي الكهروديناميكي

المحامل الكهروديناميكية (بالإنجليزية: Electrodynamic bearing)‏، هي محامل ذات تعليق كهروديناميكي للعواميد الدوارة بدون تلامس. طبيعة الحمل السلبي الموجود في هذه المحامل يتيح حل سهل وبسيط وعملي ورخيص ويفتح المجال للتطبيقات المتوسطة وضخمة الإنتاج.
المبدأ المبني عليه هو الحث الناتج من التيارات الدوامية في موصل. فعندما تمر مادة موصلة للكهرباء في مجال مغناطيسي، يتولد تيار في المادة يعاكس شحنة المجال المغناطيسي (المعروف بقانون لنز). هذا يولد مجال مغناطيسي باتجاه معاكس للمجال المتولد منه. والمادة الموصلة للكهرباء تعمل علي أنها مرأة مغناطيسية.

## المحامل المغناطيسية القطرية

### تجنب فقد التيارات الدوامية
قبل منتصف التسعينات كان اخماد التيارات الدوامية يعتبر إشكالية، ولكن التيارات الدوامية وتبديد الطاقة المصاحب لها يمكن أن يتم تقليصه. مبدأ التشغيل يكون كالتالي:
المحمل يجب أن يدعم قوة معينة (على سبيل المثال وزن الموتور) ويؤثر بقوة موزعة لتثبيت الموتور في مكانه. المغناطيس الدائم يمكن له أن يدعم الوزن (بطريقة تقليدية بدون التيارات الدوامية) وبدون خلق قوة غير متزنة، لكن نظرية ايرنشو تمنع حدوث استقرار بهذه الطريقة، بينما توفر التيارات الدوامية قوة موزعة مستقرة علي مكان التشغيل.
خلق تلك الحالة من القوى الموزعة لا يحتاج إلي تيارات دوامية (التي تتسب في انحراف نسبي لعمود الدوران). في التطبيق للنظرية التيارات الدوامية والفقد الناتج من المقاومة يمكن تقليله إلي قيمة صغيرة في حالة التشغيل العادي.
المحامل الديناميكية من هذا النوع تستخدم مغناطيس دائم وموصل عادي مقاوم لدعم الحمل واستعادة القوة وفي نفس الوقت يقلل الطاقة المبددة (ولكن من حيث المبدأ لا يوجد)

## المحامل المعناطيسية الخطية
المحامل المغناطيسية الخطية موجودة بالفعل. على سبيل المثال القاطرات المغناطيسية التي تستخدم مصفوفة هالباش ووصلة لتز